# Christine Sophie von Gähler
Christine Sophie (von) Ahlefeldt, gift von Gähler og grevinde von der Goltz (døbt 7. februar 1745 i Egernførde – 18. juli 1792 i Itzehoe) var en dansk adelsdame.
Hun var datter af oberst Henrik Ahlefeldt (død 1765) og indehaver af enkedronningens orden (1765) og Mathildeordenen (1771). Hun ægtede officeren Peter Elias von Gähler 1762. Den unge kvinde fortryllede alle ved sin yndefulde skønhed, sit sprudlende liv og sarkastiske lune, og ved Christian 7.s hof – hvor hun sammen med Anna Sofie Bülow og grevinde Amalie Sophie Holstein dannede dets "tre Gratier" – var hun lige så uundværlig, når kongen havde sine daglige spillepartier med greverne Enevold Brandt og Christian Frederik Holstein, som når Caroline Mathilde kørte sommer i by til Hirschholm Slot eller Frederiksborg Slot med sine hofdamer, ledsagede af galante tilbedere, mens mændene blev hjemme. Hendes rygte kunne under disse omstændigheder ikke blive pletfrit, uvist dog om med føje, thi hendes fornemste lidenskab synes at have været at bringe sin mand frem, og, således som det træffende er blevet bemærket, hun gav dem, der kunne gavne ham, fortrinnet i sin gunst.
Efter mandens død ægtede hun 1792 grev Carl Alexander von der Goltz, men døde selv senere samme år.